# Diwan-i-Am (Ágra)
Diwan-i-Am (hindsky दीवान-ए-आम, persky ديوان عام‎) je jedna z hlavních budov Pevnosti Ágra v indickém městě stejného názvu ve státě Uttarpradéš. Tzv. diwan byl výstavním pavilonem, který sloužil pro veřejné audience a recepce císaře Mughalské říše. Často se zde konala i setkání s veřejností, ve kterých se vláda snažila zjistit náladu ve společnosti. Uskutečňovány zde také byly oslavy perského nového roku (Nourúz).
Obdobná stavba stejného názvu i významu se nachází na Červené pevnosti v indické metropoli Dillí.

## Popis stavby
Stavba byla vybudována v letech 1631 až 1640 za vlády mughalského císaře Šáhdžahána. Nahradila nejspíše starší dřevěný objekt, který sloužil k témuž účelu.
Nachází se blízko paláce Máččí Bhawan. Je podepřená celkem 49 sloupy a její rozměry činí 62×20 metrů. Kromě zahrady z něj byl přístup možný také ze severní a jižní strany arkádami. Stavba je rozdělená do třech částí, každou z nich podpírá devět sloupů. Oblouky, do kterých tyto sloupy přechází, jsou bohatě dekorované, odpovídají stylu islámské architektury aplikované v indickém prostředí. Velká a otevřená hala má navozovat dojem obložení z bílého mramoru, použitým materiálem byl nicméně stejný červený pískovec, jako je u celé pevnosti. Stěny byly pouze bíle omítnuté. Nejnápadnější dekorativní prvky byly umístěny v zadní části budovy, kde se nacházel vyvýšený prostor, určený císaři.
Vyvýšení prostor, který byl určený císaři, byl oddělen třemi oblouky a vykládán drahými kameny. Hrál roli trůního sálu. Byl znám pod názvem Tacht-i-murassa. Komora byla propojena s prostory pro panovníka. Stěny místnosti jsou bohatě vyřezávané a doplněné vegetabilním dekorem. Celý diwan byl uspořádán takovým způsobem, aby císař měl dobrý výhled na účastníky přímo na místě. Bílý interiér byl pro různé události doplňován barevnými látkami a různými prvky z drahých kovů.
Na počátku 21. století bylo rozhodnuto o obnově stavby, mramor měl být vyčištěn v bahenní lázni.

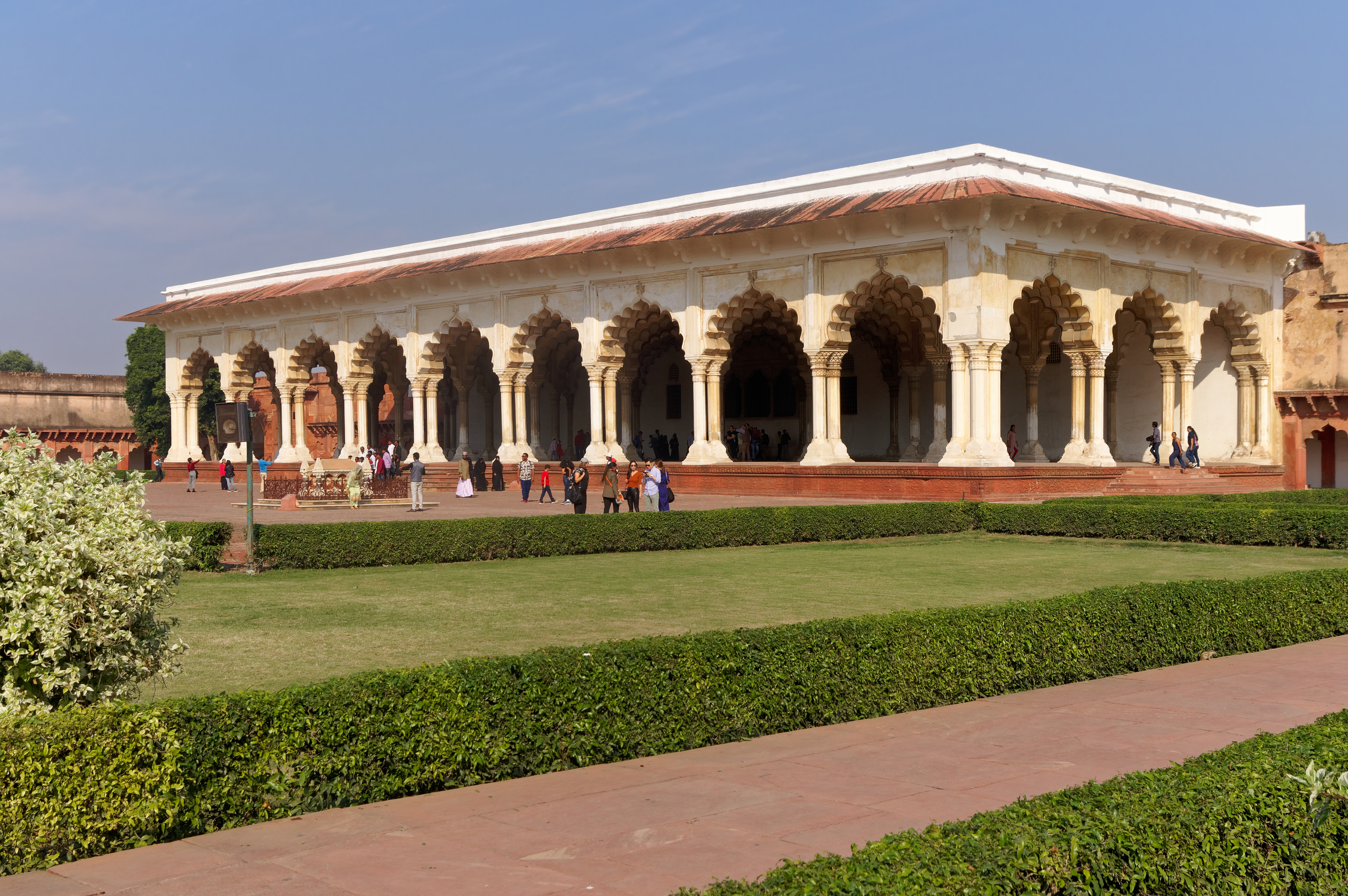
Pohled na budovu
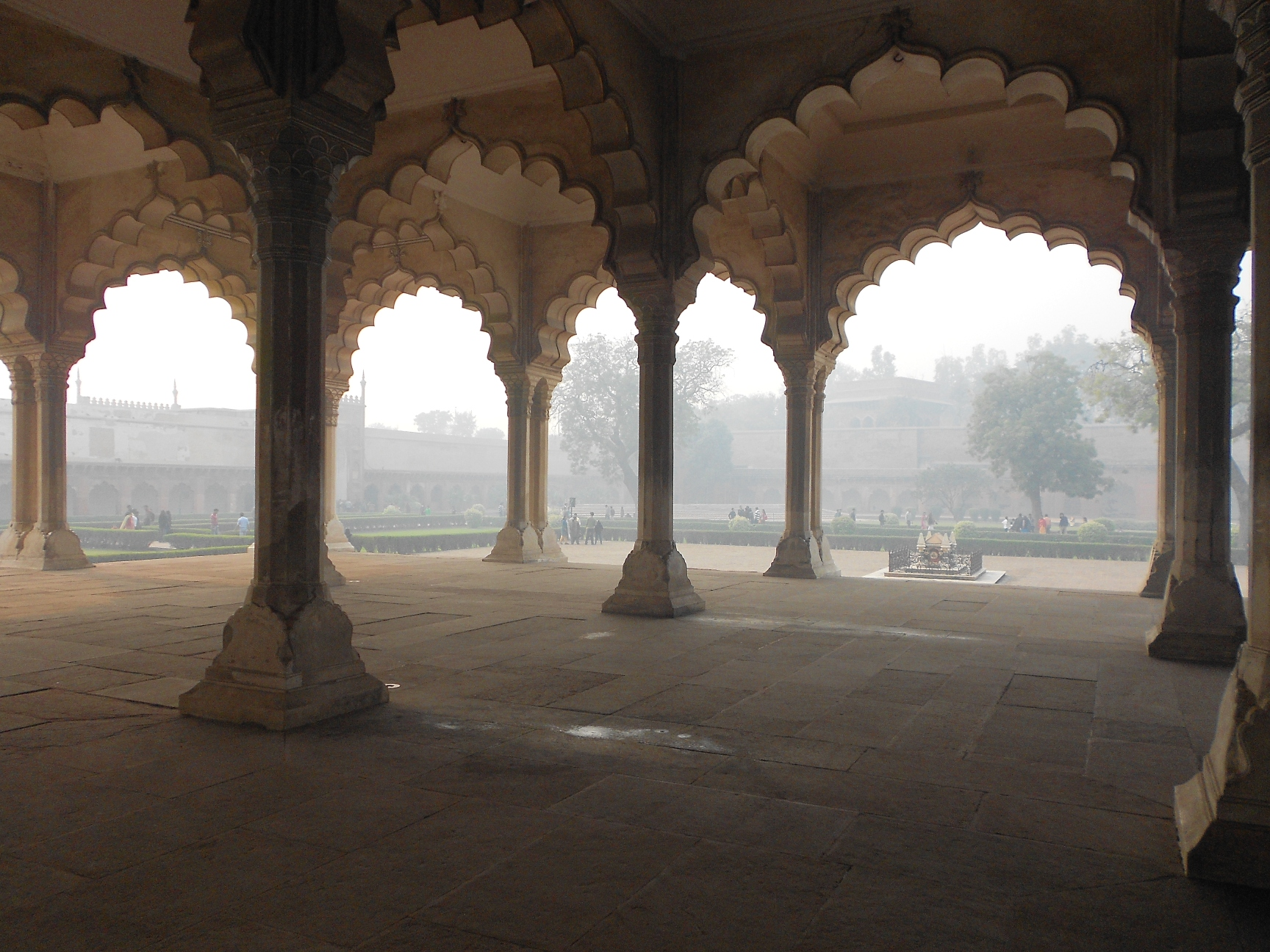
Sloupy a oblouky
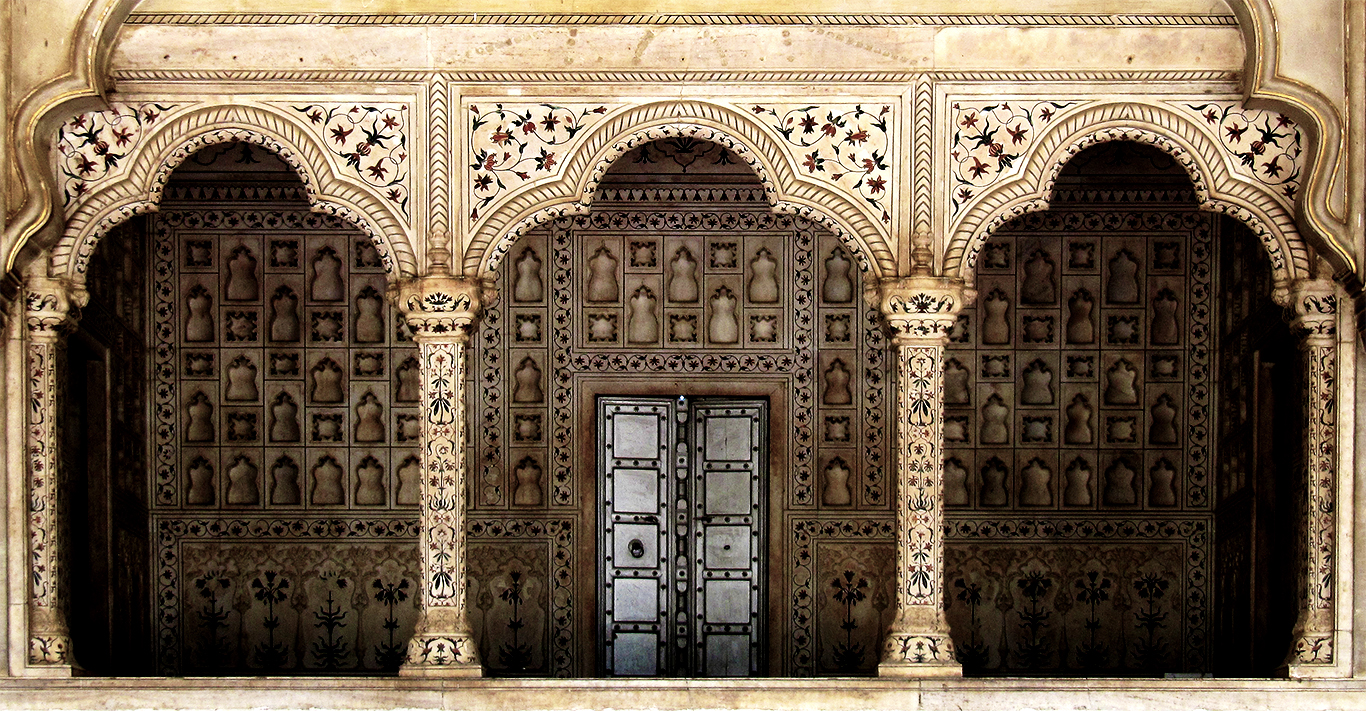
Místo pro císaře
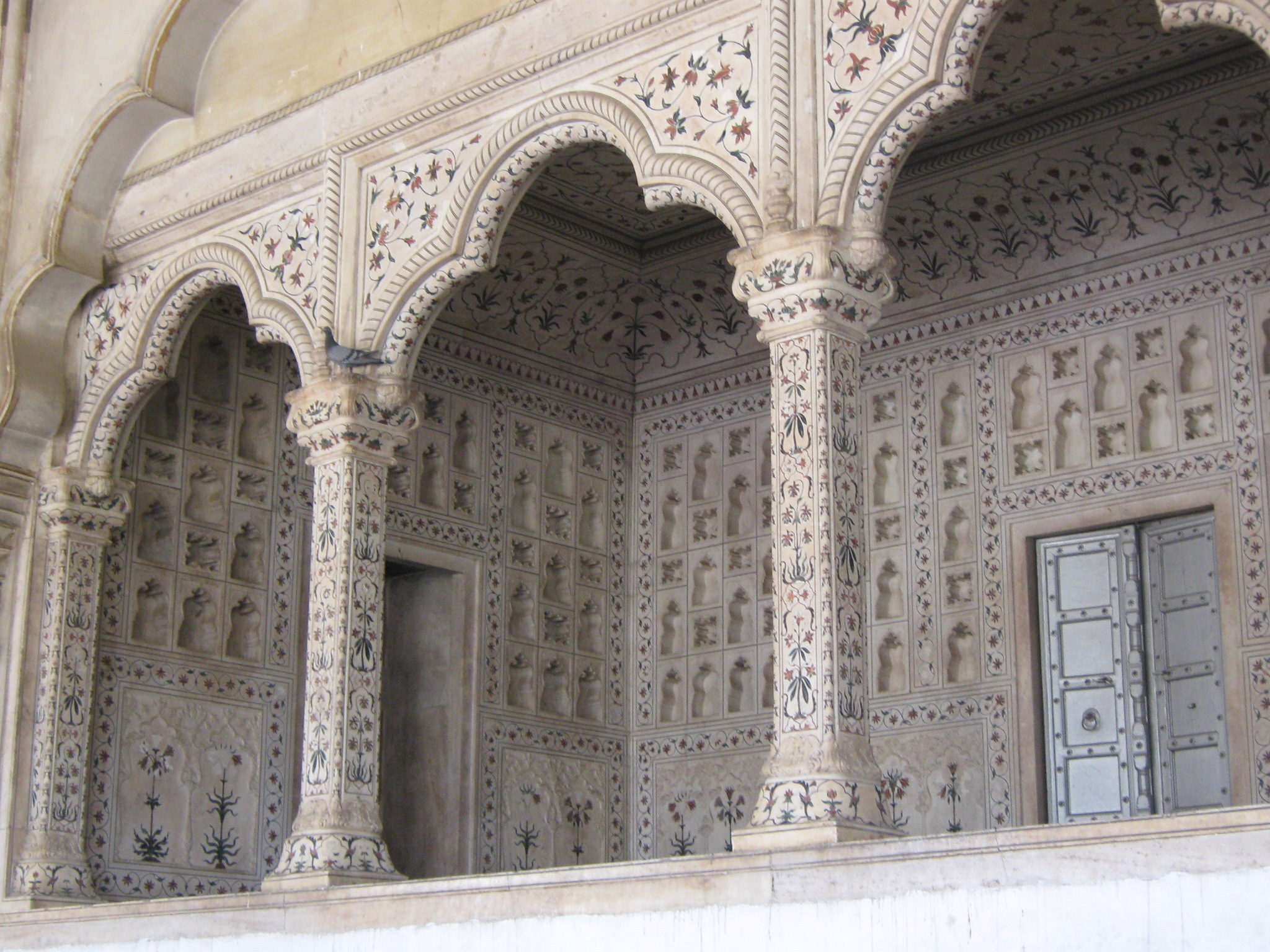
Místo pro císaře
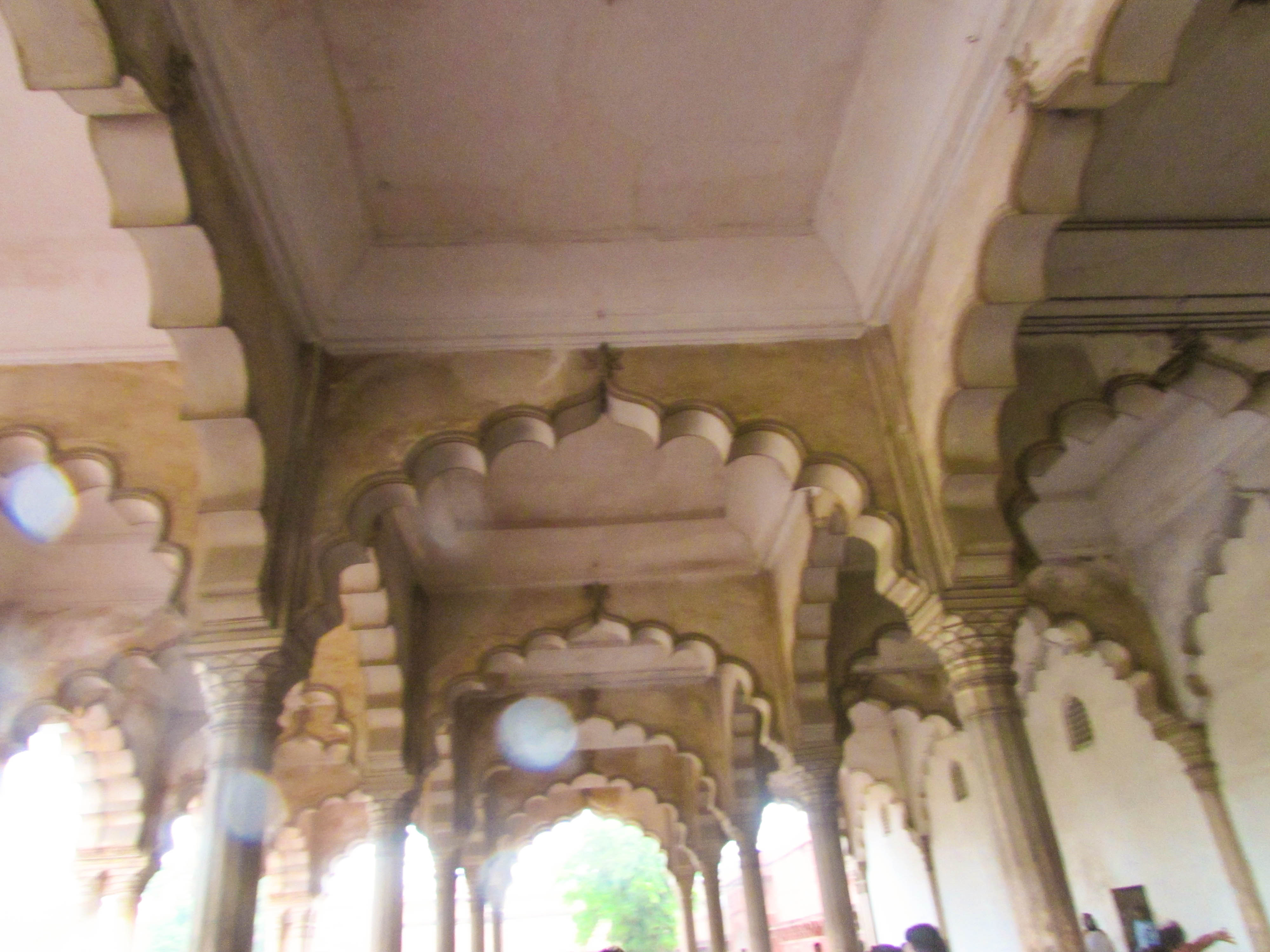
Oblouky
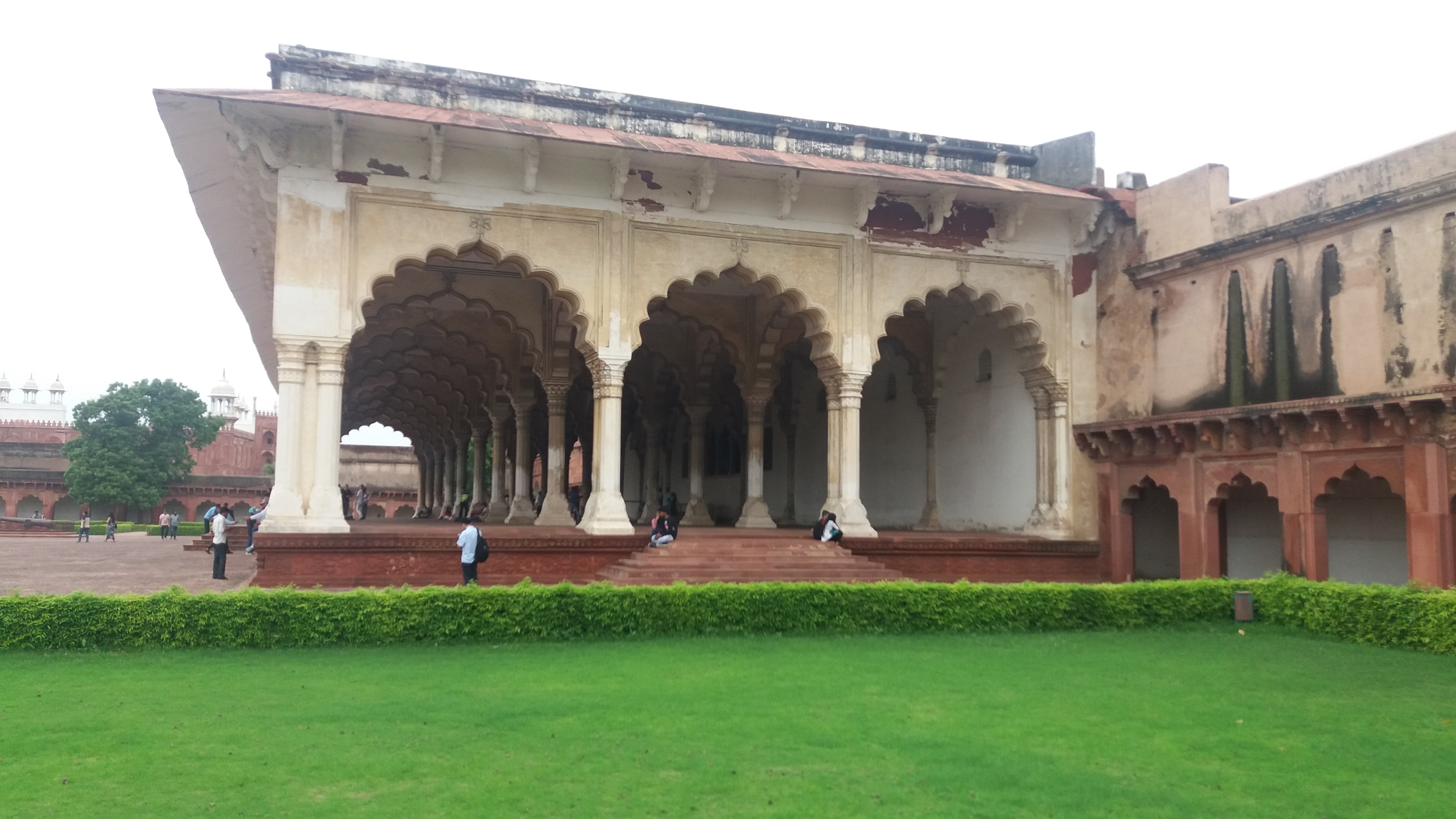
Boční strana stavby

## V populární kultuře
- Diwan-I-Am se objevil v indickém filmu Jodhaa Akbar jako místo audience mughalského císaře Akbara Velikého.